# Canon PowerShot
'Canon PowerShot' é uma linha de cameras digitais lançada pela Canon em 1995. As câmeras da linha PowerShot estão entre as mais vendidas no mundo.

## Produtos
A linha PowerShot subdivide-se em várias séries.  Algumas, como a SD por exemplo, tem dois ou três nomes distintos, para mercados distintos.
Em produção
A: linha que vai de câmeras básicas a modelos mais avançados
E: linha com estilo voltado a jovens e mulheres
G: linha avançada 
S/SD (ou Digital ELPH): linha ultracompacta 
S/SX: linha "super-zoom" 
TX: linha de câmeras-filmadoras (híbridas)
Fora de linha
Pro: linha semi-profissional
S: linha avançada, abaixo da série G 

## CHDK
O projeto de software livre Canon Hack Development Kit (CHDK), iniciado por Andre Gratchev, adiciona novas funcionalidades às câmeras PowerShot sem substituir o firmware original, como controles manuais, jogos, programação, arquivamento em RAW, disparo por detecção de movimento etc.